# 하루야채
하루야채는 한국야쿠르트에서 생산하고 있는 과채주스이다.